# Herbita vinosata
Herbita vinosata är en fjärilsart som beskrevs av Achille Guenée 1857. Herbita vinosata ingår i släktet Herbita och familjen mätare. Inga underarter finns listade i Catalogue of Life.